# 兴斯特海德
兴斯特海德是德国石勒苏益格－荷尔斯泰因州的一个市镇。总面积3.83平方公里，总人口71人，其中男性39人，女性32人（2011年12月31日），人口密度19人/平方公里。